# Médersa Tourt Chaffaz
La médersa Tourt Chaffaz est une ancienne médersa (ou madrassa) de Khiva en Ouzbékistan. Elle se trouve au croisement de la rue Tourt Chaffaz et de la rue Allaberganov, dans le quartier de Dishan Kala.
Sa construction a commencé en 1875 et s'est terminée en 1885, sous le règne de Mohammed Rahim Khan II. Elle est constituée de trois bâtiments avec une mosquée et un minaret, ainsi qu'un bassin (haouz) ombragé d'arbres et un mausolée. La partie centrale de l'ensemble est constituée de la mosquée qui est surmontée d'une coupole soutenue par quatre colonnes décorées de bois gravés. La mosquée possède un petit minaret. Trois bâtiments à demi écroulés servent de mazar (mausolée). C'est ici que sont enterrés Asfandiar Ier, assassiné dans son palais de Nouroulla-Bay en 1918, et trois de ses chefs militaires. C'est pourquoi l'endroit est appelé par la population locale « Tourt Chaffaz », c'est-à-dire les « quatre guerriers. »

## Source
- (ru) Cet article est partiellement ou en totalité issu de l’article de Wikipédia en russe intitulé « Медресе Хивы#Медресе Турт Шаффаз » (voir la liste des auteurs).